# Baldur Ingimar Aðalsteinsson
Baldur Ingimar Aðalsteinsson (12 febbraio 1980) è un ex calciatore islandese, di ruolo centrocampista.

## Carriera

### Club
In patria ha giocato con le maglie di Völsungur IF, con cui è cresciuto.
In seguito è passato all'IA Akranes con cui conquistò una coppa nazionale
I maggior successi li ha avuti nel periodo in cui giocò per il Valur: qui vinse un campionato, una Coppa d'Islanda, due Supercoppe e una Coppa di Lega.
Per la stagione 2011 si è accasato al Vikingur.

### Nazionale
Con l'Under-21 ha disputato 7 gare, segnando 2 reti.
Ha giocato otto partite con la Nazionale maggiore del suo paese, senza segnare reti.

## Palmarès

### Club
- Campionato islandese: 1

Valur: 2007
- Coppa d'Islanda: 2

Valur: 2005
ÍA Akranes: 2003
- Supercoppe d'Islanda: 2

Valur: 2005, 2007
- Coppa di Lega islandese: 1

Valur: 2008